# Consolato della Federazione Russa a Mariehamn

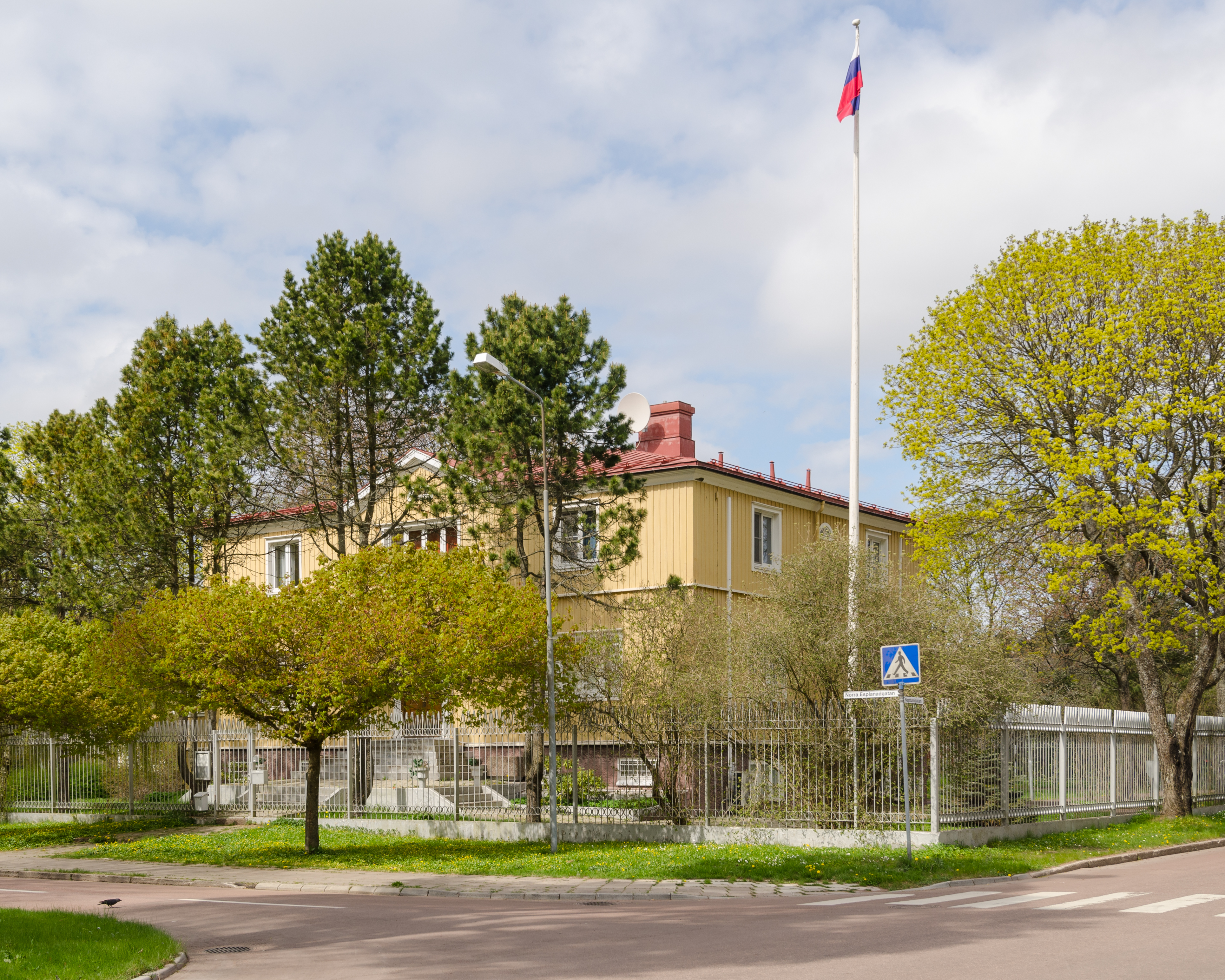
Il consolato

Il consolato della Federazione Russa a Mariehamn è una delegazione diplomatica della Russia dipendente dall'ambasciata a Helsinki con sede a Mariehamn, capoluogo delle autonome Isole Åland.
L'attuale console è Alexander Rogov, unico inquilino e diplomatico della struttura assieme alla moglie.

## Storia
La sua istituzione risale alla guerra d'inverno: il trattato che vi poneva fine garantiva alla Finlandia la sovranità sulle Isole a patto che ne garantisse la demilitarizzazione da ogni forza armata, finlandese o straniera, dando all'Unione sovietica il diritto di istituire un consolato su di esse al fine di garantire che fosse rispettato: qualora il rappresentante sovietico avesse ritenuta violata la demilitarizzazione avrebbe notificato il governo finlandese e si sarebbe proceduto ad una indagine congiunta.
Nel 1987 il consolato è strumentale alla defezione della spia svedese Stig Bergling che, fuggita dalla Svezia nelle isole vi si recò ottenendo supporto e informazioni e infine, tramite l'ambasciata a Helsinki, raggiungendo l'Unione sovietica.
Con la Dissoluzione dell'Unione Sovietica la Russia eredita il trattato sulle isole e il consolato: nei primi anni di indipendenza ne viene valutata la chiusura al fine di ridurre i costi della diplomazia ma viene deciso poi di mantenerlo attivo seppur con un numero di operatori ridotto.
Il consolato diviene particolarmente controverso a seguito dell'Invasione russa dell'Ucraina del 2022: il 1 maggio 2023 avrebbe subito, a detta del ministero degli esteri della Federazione Russa, il lancio di oggetti e di un ordigno rumoroso: il mese precedente viene lanciata una petizione per la sua chiusura, che a ottobre ha raggiunto le cinquantamila firme, essa tuttavia non ha avuto alcuna rilevanza legale, dato che la costituzione della Finlandia proibisce le iniziative di legge popolari sui trattati internazionali.
Comunque, il primo giugno 2023 il premier finlandese Petteri Orpo lo definisce "un'antica reliquia" e viene sottoposto a varie indagini dalle autorità finlandesi.